# Geranium hispidissimum
Geranium hispidissimum là một loài thực vật có hoa trong họ Mỏ hạc. Loài này được (Franch.) R.Knuth mô tả khoa học đầu tiên năm 1912.